# Scaphoidella
Scaphoidella  (лат.) — род цикадок из отряда полужесткокрылых. 

## Описание
Цикадки размером 4—5 мм. Стройные, с округло выступающей головой, переход лица в темя закруглённый. Пёстро окрашенные в бурые, черные и белые тона. В СССР — 2 вида. 
- Scaphoidella arboricola Vilb.
- Scaphoidella stenopea Anufr.